# AmfAR, a Fundação para a Pesquisa da AIDS
amfAR, a Fundação para a Pesquisa da AIDS (amfAR, The Foundation for AIDS Research), conhecia como Fundação Americana para a Pesquisa da AIDS até 2005, é uma organização internacional sem fins lucrativos dedicada ao apoio à pesquisa sobre a AIDS, à prevenção do HIV, à educação para o tratamento e à defesa de políticas públicas relacionadas com a AIDS.
Como defensora de políticas públicas baseadas em evidências relacionadas à AIDS, a amfAR funciona para garantir o aumento necessário no financiamento da pesquisa sobre HIV/AIDS, implementar a nova estratégia nacional de HIV/AIDS, expandir o acesso a cuidados e tratamentos e proteger os direitos civis de todas as pessoas afetadas pelo HIV.